# Куп СР Југославије у фудбалу 1996/97.
Куп Савезне Републике Југославије у фудбалу 1996/97. била је пета сезона националног фудбалског купа СР Југославије. Бранилац купа била је Црвена звезда. Уједно су и успешно одбранили титулу првака, пошто су у финалу савладали Војводини.

## Друго коло
16 победничких тимова из претходног кола улази у новоформирану рунду. Прве утакмице су игране 9. октобра, а друге 23. октобар 1996.
| Тим #1            | рез.             | Тим #2              | прва утакмица | друга утакмица |
| ----------------- | ---------------- | ------------------- | ------------- | -------------- |
| БСК Батајница     | 1–1 (8–7 пенали) | Будућност Подгорица | 1–0           | 0–1            |
| Бечеј             | 0–1              | Обилић              | 0–0           | 0–1            |
| Хајдук Кула       | 0–2              | Црвена звезда       | 0–2           | 0–0            |
| Пролетер Зрењанин | 5–1              | Борац Чачак         | 4–1           | 1–0            |
| ОФК Београд       | 3–6              | Младост Лучани      | 2–1           | 1–5            |
| Војводина         | 4–1              | Раднички Ниш        | 2–0           | 2–1            |
| Земун             | 2–3              | Рад                 | 2–0           | 0–3            |
| Jединство Параћин | 8–2              | Нови Сад            | 4–1           | 4–1            |

## Четвртфинале
Осам победничких екипа из претходног круга улазе у четвртфинале. Прве утакмице игране су 13. новембра, а друге 26.и 27. новембра 1996.
| Тим #1        | рез. | Тим #2            | прва утакмица | друга утакмица |
| ------------- | ---- | ----------------- | ------------- | -------------- |
| БСК Батајница | 2–4  | Јединство Параћин | 0–0           | 2–4            |
| Црвена звезда | 3–0  | Рад               | 2–0           | 1–0            |
| Војводина     | 3–3  | Пролетер Зрењанин | 1–0           | 2–2            |
| Обилић        | 2–1  | Младост Лучани    | 2–0           | 0–1            |

## Полуфинале
Осам победничких екипа из претходног круга улазе у полуфинале. Прве утакмице игране су 19. марта, а друге 9. априла 1997.
| Тим #1        | рез.             | Тим #2            | прва утакмица | друга утакмица |
| ------------- | ---------------- | ----------------- | ------------- | -------------- |
| Војводина     | 1–0              | Јединство Параћин | 1–0           | 0–0            |
| Црвена звезда | 3–3 (5–4 пенали) | Обилић            | 1–2           | 2–1            |

## Финале

### Прва утакмица
| Војводина | 0 – 0 | Црвена звезда |
| --------- | ----- | ------------- |
|           |       |               |

### Узвратна утакмица
| Црвена звезда    | 1 – 0 | Војводина |
| ---------------- | ----- | --------- |
| Његуш 85’ (пен.) |       |           |

Црвена звезда је укупно славила са 1-0.